# Iōannīs Traulos
Iōannīs Traulos (in greco Iωάννης Tραυλóς?; Rostov-sul-Don, 1908 – Atene, 28 ottobre 1985) è stato un architetto, storico dell'architettura e archeologo greco noto specialmente per i suoi lavori sull'antica Agorà di Atene.
Egli è l'architetto che restaurò la Stoà di Attalo a Atene (1952-1956).

## Biografia
Anche se nato in Russia, era figlio di greci di Naxos. La sua famiglia ritornò ad Atene nel 1912, quando John aveva quattro anni. Egli studiò all'Università tecnica nazionale di Atene alla facoltà di architettura ottenendo la laurea nel 1931 e il dottorato nel 1955. Anastasios Orlandos ebbe su di lui una notevole influenza.
Divenne l'architetto degli scavi dell'Agorà di Atene condotti dalla American School of Classical Studies nel 1935 e fu architetto della scuola dal 1940 al 1973. Nel corso della sua attività realizzo piante e disegni relativi alle varie fasi della storia di Atene dal 3500 a.C. ai nostri giorni.
Condusse delle campagne di scavo in tutta la Grecia, e in particolare a Eleusi, Istmia, Eretria, Megara Nisea, Olinto e Verghina nel nord della Grecia, oltre che a Cipro.
Fra le sue maggiori opere, il trattato del 1960 sulla storia e lo sviluppo urbano di Atene e le piante e disegni allegati.

## Pubblicazioni
- 1960. Poleodomikē exelixis tōn Athēnon : apo tōn proïstorikōn chronōn mechri tōn archōn tou 19ou aiōnos (The Urban Development of Athens). Athens. WorldCat
- 1971. Pictorial dictionary of ancient Athens. New York: Praeger. WorldCat
- 1988. Bildlexikon zur Topographie des antiken Attika. Tübingen: Wasmuth. WorldCat